# Dějiny Londýna
Londýn je hlavní město Anglie a Spojeného království Velké Británie a Severního Irska ležící na jihovýchodě země při ústí řeky Temže. Londýnská City je jedno z největších světových obchodních center a Londýn je společně s městy New York, Tokio a Paříž označován jako jedno ze čtyř nejdůležitějších měst na světě. Obyvatelé Londýna za 2000 let jeho historie zažili mor, zničující požár, občanskou válku, vzdušné bombardování a teroristické útoky. I přesto toto město stále roste a rozvíjí se a je jedním z finančních a kulturních center světa.

## Prehistorický Londýn
Středověká mytologie Geoffreye z Monmouthu uvádí, že Londýn byl založen Trojanem Brutem v době bronzové a byl nazván Troia Nova nebo  Trinovantum. Král Lud toto město přejmenoval na CaerLudein – z tohoto jména prý pochází dnešní název Londýn. Geoffrey z Monmouthu opatřil prehistorický Londýn bohatstvím legendárních králů a zajímavými příběhy.
Navzdory intenzívním vykopávkám na tomto území archeologové zatím nenašli žádné stopy rozsáhlého osídlení. Byly nalezeny pouze roztroušené prehistorické předměty, stopy zemědělské činnosti, pohřebiště a stopy lidských sídlišť. Považuje se za málo pravděpodobné, že by existovalo v období před osídlením Římany na tomto území město. V prehistorické době byla oblast Londýna zřejmě pokryta roztroušenými zemědělskými usedlostmi.

## Londýn v době Římské říše

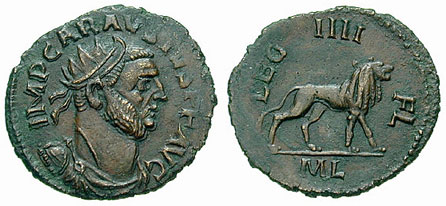
Carausiova mince z mincovny Londinia

Město Londinium bylo založeno Římany po jejich invazi roku 43 vedené císařem Claudiem. Předpokládá se, že název Londinium pochází z doby před příchodem Římanů, ačkoli jsou jeho kořeny nejasné. Jedna verze uvádí, že pochází z osobního jména znamenajícího „divoký“, nicméně poslední výzkumy vedené současným anglickým lingvistou Richardem Coatesem (* 1949) ukázaly jako pravděpodobné, že jméno vzniklo z předkeltského slova Plowonida, které má dva kořeny – *plew a *nejd, tzn. proudící řeka - Londinium by tedy znamenalo osada na břehu divoké řeky. Coates uvádí, že řeka byla nazývána Temží v horní části, kde byla užší a Plowonida v dolní části, kde byla příliš široká pro přebrodění.
Archeologové se nyní domnívají, že Londýn byl založen jako civilizovaná osada kolem roku 50. Zbytky dřevěného odvodnění u hlavní Římany postavené cesty, které byly vykopané při stavbě budovy No 1 Poultry v letech 1994–1997, byly datovány do roku 47 – tento rok je považován za rok založení Londýna.
O 10 let později bylo Londinium vydrancováno britonským kmenem Icenů vedeným královnou Boudiccou. Archeologické výzkumy prokázaly rozsáhlý požár a zkázu z této doby a také vojenské opevnění v oblasti City, které bylo zřejmě centrem římské obrany města proti britonskému povstání.
Město se vzpamatovalo asi po 10 letech a dosáhlo počtu obyvatel srovnatelného s počtem před zničením. Město rychle rostlo v průběhu následujících desetiletí a během 2. století dosáhla populace přibližně 60 000 obyvatel. Londýn se stal hlavním městem římské provincie Británie (předchozím centrem byl Camulodunum, současný Colchester). Poté nastal mírný útlum rozvoje. Kolem roku 375 byl Londýn malou a bohatou obcí s dobře vybudovanou ochranou. Po roce 410 se římská správa postupně zhroutila a obyvatelům města bylo doporučeno, aby si obranu zajišťovali sami. V polovině 5. století bylo římské město prakticky opuštěno.

## Anglosaský Londýn
Strategická pozice na řece Temži vedla kolem roku 600 Anglosasy k tomu, že zde obnovili osídlení. Tato anglosaská osada nebyla zbudovaná na místě původní ohrazené City, ale asi jeden kilometr proti proudu řeky. Obec byla pojmenována Lundenwic – londýnský obvod.
Nedávné vykopávky v oblasti Covent Garden odkryly rozsáhlé anglosaské osídlení, datované do 7. století. Ukazuje se, že osídlení zabíralo plochu asi 60 hektarů a vedlo od nynější Národní galerie na východě až po Aldwych na západě. Mezi koncem 9. století a začátkem 10. století se centrum osady přesunulo ze staré lokality do City. To bylo zřejmě způsobeno administrativními změnami zahájenými Alfrédem Velikým po jeho vítězství nad vikinským předákem Guthrumem.
Alfréd jmenoval svého zetě hraběte Æthelreda správcem Londýna a nechal zbudovat dvě obranná opevnění pro ochranu mostu, který byl zřejmě v té době opraven. Londýn byl v té době nazýván Lundenburgh a jižní část kolem mostu byla označována jako oblast Southwark neboli Suthringa Geworc (obranná stavba mužů ze Surrey).

## Londýn v období vrcholného středověku

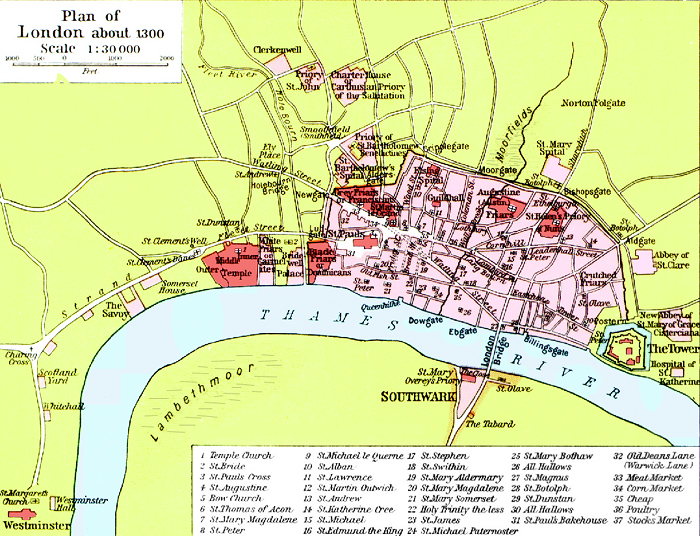
Londýn v roce 1300

Roku 1066 došlo k invazi Normanů do Británie, která vyvrcholila obsazením Londýna a korunovací normanského vévody Viléma Dobyvatele anglickým králem. Za jeho vlády bylo ve městě vybudováno několik tvrzí – Tower, Baynard's Castle a Montfichet's Castle jako prevence proti vzpourám. Vilém rovněž v roce 1067 potvrdil městu původní saská práva a výsady. Samospráva města byla upevněna volebním právem garantovaným králem Janem Bezzemkem v roce 1199 a 1215. Král Vilém II. Ryšavý, syn Viléma Dobyvatele, zahájil stavbu Westminster Hall, základu Westminsterského paláce, který byl v době středověku hlavním královským sídlem.
V roce 1176 byla zahájena stavba mostu London Bridge (dokončena v roce 1209), který byl postaven na místě předchozích několika dřevěných mostů. Tento most byl používán po dalších 600 let, a byl jediným londýnským mostem přes Temži do roku 1739.
V době středověku se Londýn rozvíjel ve dvou směrech. Okolí Westminsteru proti proudu řeky se stalo královským sídlem a vládním centrem, zatímco City se stalo centrem obchodu a řemesel. Území mezi nimi zůstalo asi do roku 1600 neobydleno.
Obchod a řemesla ve středověku se vytrvale rozvíjela, a tím rostl i Londýn. V roce 1100 měl Londýn asi 20 000 obyvatel, zatímco v roce 1300 tento počet vzrostl na 100 000. Řemesla byla organizována do různých cechů, které ovládaly město a volily správce města – Lord Mayor of London.
Středověký Londýn byl protkán úzkými a křivolakými ulicemi a většina budov byla stavěna z hořlavých materiálů jako dřevo a sláma, což vytvářelo nebezpečí častých požárů. Hygiena a kanalizace byly v té době na velmi nízké úrovni. Londýn ztratil asi polovinu obyvatel v polovině 14. století – v době tzv. černé smrti (Black Death). Mezi rokem 1348 a Velkým morem (Great Plague) v roce 1665 se ve městě šestnáctkrát rozšířila morová nákaza.

## Tudorovský Londýn (1485–1603)
Jindřich VII. Tudor, který nastoupil na trůn v roce 1485 a oženil se s Alžbětou z Yorku, čímž ukončil válku růží, byl rozhodný a schopný panovník, který centralizoval moc u dvora. Pokračoval v praxi půjčování si prostředků pro válku s Francií ze City, ale na rozdíl od předchozích králů splácel půjčky včas. Málo se ale věnoval rozvoji Londýna. Poměrná stabilita v době vlády dynastie Tudorovců však měla výrazný vliv na tehdejší rychlý rozvoj města. Šlechta si uvědomila, že je lepší hájit své zájmy u dvora místo vzájemných půtek v provinciích.
Tudorovský Londýn byl však ve srovnání se současnou dobou často velmi bouřlivý. V roce 1497 se Perkin Warbeck, údajný mladší bratr mladého krále Eduarda V., který požadoval, aby byl prohlášen Richardem, vévodou z Yorku, utábořil se svými společníky u Blackheath. Nejdříve mezi obyvatelstvem zavládla panika, král však zorganizoval obranu města, povstání potlačil a Warbeck byl zajat a popraven v Tyburnu.
Reformace přinesla za součinnosti vyšších vrstev společnosti do Londýna mnoho krveprolití a posunula společnost k protestantismu. Před reformací tvořily větší polovinu osídlení Londýna kláštery a jiné církevní stavby a mniši a jeptišky tvořili asi třetinu obyvatelstva. Zrušení klášterů provedené Jindřichem VIII. mělo na město značný vliv, protože téměř veškerý církevní majetek změnil majitele. Proces začal uprostřed 30. let 16. století a do roku 1538 byla většina klášterů zrušena.
Krátce před svou smrtí Jindřich obnovil nemocnici St Bartholomew's Hospital, ale většina budov zůstala po jeho smrti v roce 1547 opuštěna. Za vlády Eduarda VI. byly cechovním společnostem spláceny dluhy královského dvora a některé příjmy byly věnovány na charitativní účely. Mimoto v roce 1550 City koupila královský statek v Southwarku na jižním břehu řeky Temže a obnovila klášter sv. Tomáše jako nemocnici St Thomas' Hospital. V té době byla také založena nemocnice Christ's Hospital  a původně královský palác Bridewell Palace byl upraven na dětský domov a nápravný dům pro ženy.
Po smrti Eduarda VI. v roce 1553 byla v Toweru uvězněna Jana Greyová coby uchazečka o trůn, poté co parlament změnil názor a prohlásil místo ní královnou Marii I. V následujícím roce se královna rozhodla provdat za Filipa II., což vyprovokovalo povstání vedené Thomasem Wyattem. Ten se svými spojenci ovládl Southwark a později dorazil až k Charing Cross. Ale v City nemělo povstání žádnou podporu, a tak Wyatt kapituloval. Tato akce demonstrovala rozhodující politický význam City v té době a malý vliv oblastí mimo hradby města.
Vliv Londýna jako obchodního centra v rámci Evropy rychle rostl. Mnoho malých dílen se rychle rozvíjelo, což platilo především pro tkalcovny. Obchodní výměna mezi západní Evropou a Ruskem, Orientem a Amerikou rostla. Bylo to období vzniku monopolních obchodních společností jako například Moskevská společnost (Russia Company, 1555) a Britské Východoindické společnosti (East India Company, 1600). Druhá z nich, která ovládla většinu Indie, byla jednou z klíčových institucí Londýna a Velké Británie po dobu dvou a půl století. V roce 1572 Španělé zničili obchodní centrum Antverpy, a tato událost postavila Londýn na první místo mezi obchodními přístavy v Severním moři. Přistěhovalci přijížděli do Londýna nejen z celé Anglie a Walesu, ale i ze zahraničí, například hugenoti z Francie.
V této době vznikaly první mapy Londýna. Největší část obyvatel žila v oblasti City s hustotou, která není běžná pro rozvinutou společnost 21. století. Stará hlavní spojnice City s královským dvorem ve Westminsteru – Strand - byla lemována honosnými šlechtickými sídly, ale tyto dvě části města byly odděleny a Westminster byl ve srovnání s City jen malou enklávou. Hlavní dopravní tepnou nebyla Strand, ale řeka Temže. Další obvody, které jsou nyní součástí centra města, měly na konci 16. století venkovský charakter. Covent Garden byla místem zemědělských trhů. Nemocnice a domy pro rekonvalescenty byly budovány v Holbornu a Bloomsbury, aby byl využit čerstvý vzduch této oblasti. Islington a Hoxton byly odlehlé vesnice.
V roce 1561 poškodil úder blesku původní katedrálu sv. Pavla. Střecha byla opravena, ale špička věže nebyla obnovena. V roce 1565 založil Thomas Gresham v City finanční burzu, která obdržela v roce 1571 od královny Alžběty I. titul Královská burza.
Konec 16. století, kdy v Londýně žil a pracoval William Shakespeare se svými společníky, je jedním z nejslavnějších kulturních období města. Existoval však značný odpor proti budování divadel. Veřejné produkce vytvářely davy a těch se úřady obávaly, protože při srocování hrozilo větší nebezpečí šíření moru. Divadla se potýkala s odporem vzrůstajícího vlivu puritánů, nicméně královna Alžběta I. ráda sledovala divadelní představení na svém královském dvoře a svolila k veřejnému předvádění „takových her, které přinášejí důstojné obveselení a ne příklady zla.“
Divadla byla budována hlavně mimo hranice města, na jižním břehu řeky, kde se vytvářely centra zábavy a kde bylo možno vidět například medvědí zápasy. Na jižním břehu tak byly postaveny divadla Globe, Rose a Swan, zatímco Theatre a Curtain stály u východních hradeb City a Blackfriars uvnitř hradeb.
Během posledních let vlády královny Alžběty I. si někteří její dvořané a bohatí obyvatelé Londýna vybudovali venkovská sídla v Middlesexu, Essexu, Kentu a Surrey. Byl to první příznak expanze osídlení města mimo hradby, ale v době smrti posledního panovníka z rodu Tudorovců byl Londýn velmi kompaktním.

## Stuartovský Londýn

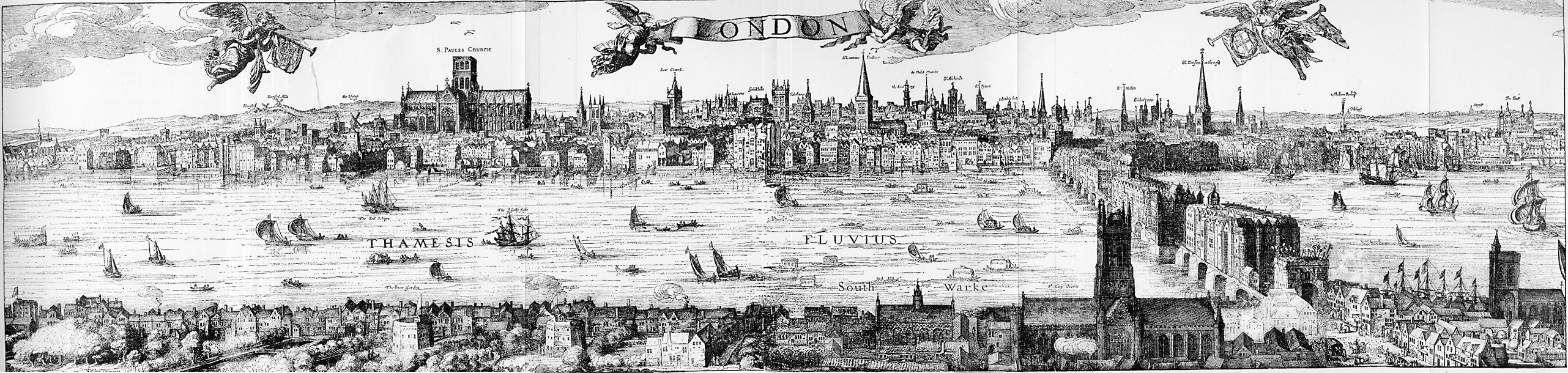
Panoráma Londýna od Claese Van Visschera z roku 1616. Původní katedrála svatého Pavla po poškození bleskem bez špičky věže. Dvě divadla v popředí (Southwark) jsou Bear Garden a Globe. Velký chrám v popředí je St Mary Overie, nyní Southwark Cathedral.

Rozpínání Londýna mimo hranice City se zrychlilo během 17. století. V prvním roce tohoto století bylo bezprostřední okolí City, s výjimkou šlechtických sídel budovaných směrem k Westminsteru, považováno za nevhodné pro obydlení. Bezprostředně na sever se rozkládaly slatiny, které byly nedávno odvodněny a nebyly ještě rozparcelované, ale byly plné žebráků a poutníků, kteří směřovali do Londýna. V sousedství této oblasti byly Finsbury Fields – oblíbené místo cvičení lukostřelců.
Přípravy na korunovaci krále Jakuba I. byly přerušeny několika epidemiemi moru, které usmrtily asi 30 000 lidí. Slavnostní procesí Lord Mayor's Show, které bylo na několik let přerušeno, bylo na příkaz krále v roce 1609 obnoveno. Tomas Button koupil zrušený klášter Charterhouse za 13 000 liber a v roce 1611 ho začal přestavovat na nemocnici, kapli a školu. Škola Charterhouse School byla jedna z nejdůležitějších veřejných škol Londýna, dokud ve viktoriánské době nepřesídlila do Surrey. Tyto budovy jsou dosud používané jako lékařská škola.
Hlavním centrem veřejného života Londýňanů byla kostelní loď původní katedrály svatého Pavla. Kupci domlouvali obchody v postranní lodi, používajíc křtitelnici jako přepážku u níž uskutečňovali své platby, právníci se setkávali se svými klienty u určitých sloupů a nezaměstnaní zde sháněli práci. Zdejší hřbitov byl centrem obchodu s knihami a Fleet Street byla místem veřejné zábavy. Divadla, jež se objevovala na konci vlády královny Alžběty, v době Jakuba I. nabývala velké popularity. Představení byla doplňována použitím pečlivě propracovaných masek.
Král Karel I. nastoupil na trůn v roce 1625. Během jeho vlády se začala aristokracie ve velké míře usazovat ve West Endu. Mimo ty kdo měli speciální zájmy u dvora to byli i velcí vlastnící půdy, kteří trávili část roku v Londýně aby si užili společenského života. Lincoln's Inn Fields bylo postaveno v roce 1629 a náměstí Covent Garden, navržené prvním klasicky vzdělaným architektem Inigo Jonesem následovaly v roce 1632. Okolní ulice byly vybudovány krátce poté a byly pojmenovány po členech královské rodiny.
Pět členů parlamentu, které chtěl král v lednu 1642 uvěznit, našlo útočiště v City. V srpnu král shromáždil své vojsko u Nottinghamu. V průběhu Anglické občanské války stál Londýn na straně parlamentu. Zpočátku měl král navrch a vyhrál bitvu Brentfordu, kousek na západ od Londýna. City sestavila prozatímní vojsko, kterého se král zalekl a ustoupil. Krátce nato byl vybudován rozsáhlý systém opevnění na obranu Londýna proti dalšímu útoku royalistů. Obranný systém byl tvořen obrovským hliněným valem, doplněným baštami a pevnůstkami. Začínal u hradeb City a obklopoval celou obydlenou oblast, včetně Westminsteru a Southwarku. Londýn nebyl royalisty znovu napaden a finanční prostředky City podstatně přispěly k vítězství zástupců parlamentu.

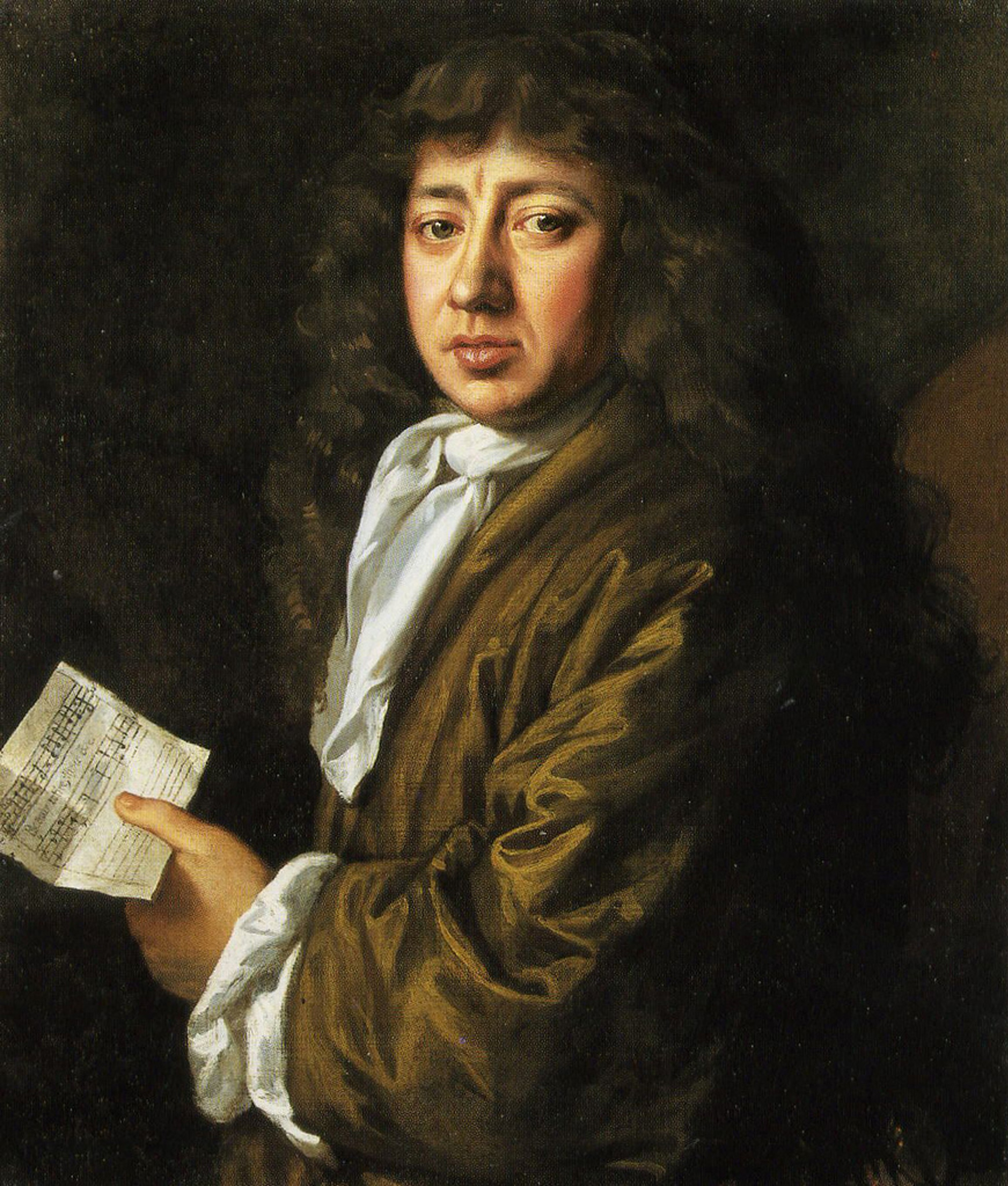
Kronikář stuartovského Londýna - Samuel Pepys

Nezdravý a přeplněný Londýn strádal častými výskyty morových nákaz, ale největší pohromou je událost označovaná jako Velký mor (Great Plague). Postihla Londýn v letech 1665 a 1666 a zemřelo během ní asi 60 000 lidí, což byla jedna pětina obyvatel. Velký mor byl bezprostředně následován další pohromou, i když jejím výsledkem bylo ukončení výskytu velkých morových nákaz. V neděli 2. září 1666 v jednu hodinu po půlnoci v ulici Pudding Lane v jižní části Londýna se začal šířit požár, který byl počátkem Velkého požáru Londýna (Great Fire of London). Podporován východním větrem se požár začal šířit Londýnem a počáteční snahy zabránit jeho šíření zbořením pásu domů jako požární zábrany byly neorganizované. V úterý vítr začal polevovat a ve středu požár začal slábnout. Ve čtvrtek dopoledne už byl skoro pod kontrolou, ale navečer plameny znovu vyšlehly u Temple. Některé domy byly odstřeleny a tím byl oheň překonán.
Požár zničil asi 60 procent City, včetně původní katedrály svatého Pavla, 87 kostelů, 44 cechovních sídel a královskou burzu. Přesto ztráty na lidských životech byly překvapivě malé, předpokládá se, že jich bylo maximálně 16. Během několika dnů byly králi předloženy architekty Christopherem Wrenem, Johnem Evelynem a Robertem Hookem plány na obnovu města. Wren navrhoval vybudovat hlavní třídy ve směru sever-jih a východ-západ, postavit kostely na izolovaných, významných místech, soustředit veřejný život na nově postavených náměstích, soustředit nejvýznamnější cechovní sídla do jedné skupiny budov připojených ke Guildhall a postavit krásné nábřeží na břehu řeky od Blackfairs až po Tower. Wren chtěl vybudovat nový systém ulic s odstupňovanou šířkou – 30, 60 a 90 stop. Evelynovy plány se lišily od Wrenových tím, že navrhl spojit ulicí St Dunstan's na východě až po katedrálu svatého Pavla a tím, že nenavrhoval vybudování nábřeží. Oba plány nebyly využity a přestavba zachovala původní systém ulic, jehož většina se dochoval až do dnešní doby.
Přesto se obnovené město lišilo od starého. Mnoho šlechtických rezidencí nebylo obnoveno, protože jejich majitelé se rozhodli postavit své domy ve West Endu, kde vznikly nové obvody, například St. James's, blíže královského sídla, jímž byl, do doby než ho v 90. letech 17. století zničil požár, Whitehall Palace. Oddělení střední obchodní společenské třídy soustředěné v City a světa šlechty v okolí královského dvora ve Westminsteru bylo dokončeno. V samotné City se domy přestaly stavět z hořlavých materiálů a na jejich stavbu bylo použito kamene aby se snížilo riziko požáru.
Plány Christopera Wrena na obnovu Londýna nebyly využity, ale byl pověřen obnovou spálených kostelů a katedrály svatého Pavla. Jeho kopulovitá barokní kupole byla hlavním symbolem Londýna jedno a půl století. Obnovu městské zástavby City prováděl Robert Hooke. V období po Velkém požáru se mnoho lidí usídlilo v území East Endu, bezprostředně na východ od městských hradeb. Londýnské doky se začaly rozrůstat po proudu řeky a to přilákalo mnoho lidí, kteří pracovali v samotných docích nebo v dopravě zboží. Tito lidé osidlovali oblasti Whitechapel, Wapping, Stepney a Limehouse, ale jejich životní podmínky byly ubohé.

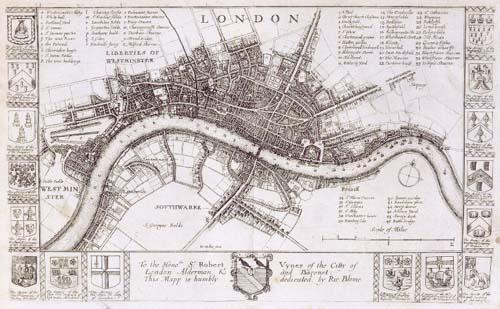
Mapa Londýna z roku 1673 od Richarda Bloma. Rozvoj West Endu je znatelný.

V té době se stal Londýn předním světovým finančním centrem, když překonal Amsterodam. V roce 1694 byla založena Bank of England a britská Východoindická společnost výrazné zvýšila svůj vliv. Na konci 17. století začal fungovat Lloyd's of London. V roce 1700 se v Londýně uskutečňovalo 80 % anglického dovozu, 69 % vývozu a 86 reexportu. Většinu tvořilo luxusní zboží z Ameriky a Asie jako hedvábí, cukr, čaj a tabák. Poslední položka ukazuje Londýn jako důležité překladiště. I když bylo v 17. století v Londýně mnoho řemeslníků, jejich ekonomická síla nebyla nikdy primárně závislá na průmyslu. Místo toho byl významným obchodním a distribučním střediskem. Zboží bylo dováženo do Londýna rozrůstajícím se anglickým obchodním loďstvem nejen pro vlastní spotřebu, ale i pro reexport do Evropy a dalších zemí.
Vilém Oranžský se o Londýn, jehož kouř mu působil záchvaty astmatu, příliš nestaral a po požáru Whitehall Palace v roce 1691 koupil Nottingham House a nechal ho přestavět na Kensington Pallace. Kensington byla v té době bezvýznamná vesnice, ale přestěhování dvora způsobilo růst jejího významu. V té době byl založen Greenwich Hospital, obdoba Chelsea Hospital – založen v roce 1681, pro námořníky. V době vlády královny Anny byl vydán výnos přikazující postavit 50 nových kostelů pro rychle narůstající populaci žijící mimo hranice City.

## Londýn v 18. století

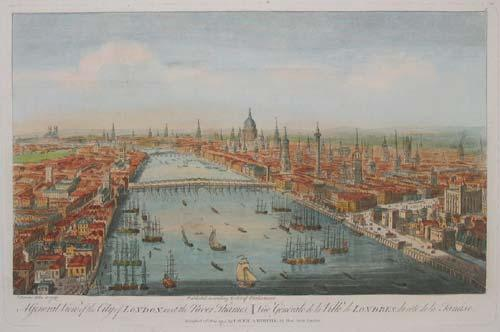
Pohled na Londýn od východu z roku 1751

Století 18. bylo obdobím rychlého růstu Londýna, následujícího růst populace, počátečních projevů průmyslové revoluce a stoupající role Londýna jako centra Britského impéria.
V té době expandoval Londýn za původní hranice zrychleným tempem. Pro majetné byly vybudovány nové městské části, jako například Mayfair ve West Endu, byly postaveny nové mosty přes Temži, což podpořilo rychlý rozvoj jižního Londýna, a v oblasti East Endu se směrem po proudu řeky rozšiřoval londýnský přístav.
V 18. století se v Londýně staly populárními kavárny. Rostl počet literárních děl a vydávaných novin. Ulice Fleet Street se stala místem zrodu britského tisku.
Londýn se v té době potýkal se zločinem. V roce 1750 byla ustanovena první profesionální policejní jednotka - Bow Street Runnesrs. Tresty za zločiny byly velmi přísně a trest smrti byl udělován i za menší provinění. Veřejné popravy oběšením byly běžnou součástí života té doby.
Roku 1780 otřáslo Londýnem Gordon Riots, vzpoura protestantů proti katolické emancipaci, vedené lordem Georgem Gordonem. Několik katolických kostelů a domů bylo poškozeno a 285 buřičů bylo zabito.

## Londýn v 19. století
V 19. století se Londýn stal největším městem světa a hlavním městem Britského impéria. Počet obyvatel stoupl z 1 miliónu v roce 1800 na 6 miliónů o století později. Během té doby se Londýn stal hlavním globálním politickým, finančním a obchodním centrem. V této pozici setrval až do pozdních let tohoto století, kdy Paříž a New York ohrozily jeho nadřazenost. Zatímco město bohatlo v závislosti na britské expanzi, existovaly v Londýně i oblasti extrémní chudoby a milióny lidí byly nuceny přežívat ve slumech. V roce 1829 premiér Robert Peel zřídil policejní složku z pravomocí na celém obydleném území Londýna – Metropolitan Police Service. Pro policisty se tak vžilo označení pocházející ze jména zakladatele – bobbies, někdy i peelers.

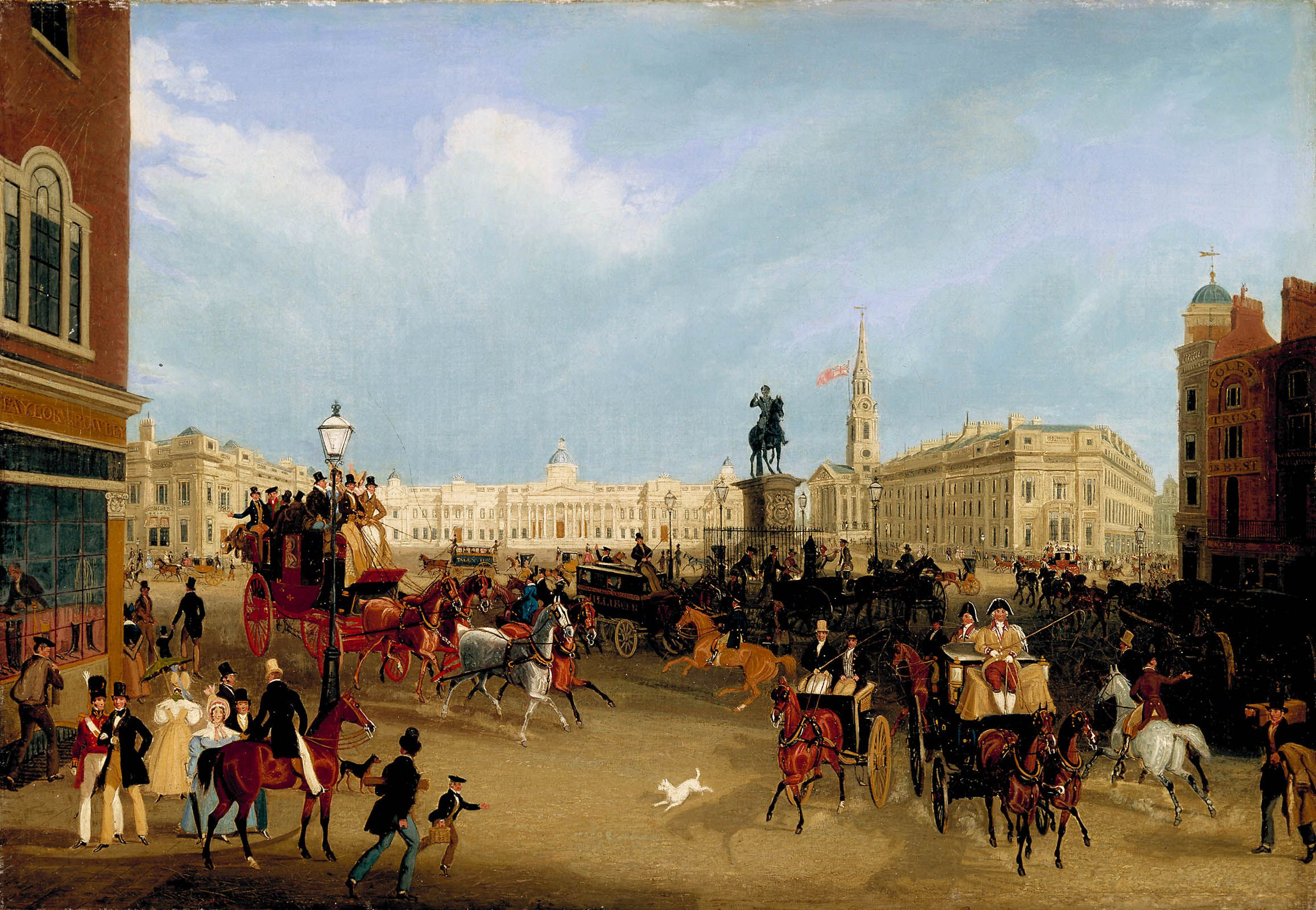
Trafalgarské náměstí v 19. století

Významný vliv na změnu Londýna měla vznikající železnice. Železniční síť umožňovala rozvoj předměstí, z nichž cestovali lidé střední a bohaté vrstvy do centra. Tato změna podpořila rychlé rozpínání města, ale i rozdělení společenských tříd. Zatímco bohatí se usídlovali v předměstích, obyvatelé chudší vrstvy zůstávali v centru města. První londýnská železniční trasa, otevřená v roce 1836, vedla ze zastávky London Bridge do Greenwich. Následoval rychlý rozvoj železnice, která spojila Londýn se všemi oblastmi Británie. Železniční stanice postavené v té době – Euston station (1837), Paddington station (1838), Fenchurch Street station (1841), Waterloo station (1848), King's Cross station (1850) a
St Pancras station (1863). V 60. letech 19. století byly vybudovány první linky londýnského metra.
Významnou událostí byla i velká výstava roku 1851, která se konala v tzv. Křišťálovém paláci - The Crystal palace -, který byl za tímto účelem postaven a který měl zprostředkovat velikost a význam dominantního vlivu Velké Británie.
Obydlená oblast se rozrůstala a vznikly nové čtvrti - Islington, Paddington, Belgravia, Holborn, Finsbury, Shoreditch, Southwark a Lambeth. Současná správa města, založená na historických místních orgánech, nebyla schopna efektivně řešit narůstající problémy. V roce 1855 byl ustaven nový správní orgán – Metropolitan Board of Works (MBW) – aby zajistil vytvoření infrastruktury odpovídající rozšiřujícímu se městu a stoupajícímu počtu obyvatel. Jedním z prvních malérů, které tato instituce řešila, byl problém s kanalizací a zásobováním vodou. V té době se odpadní vody vypouštěly přímo do Temže. Problém kulminoval tzv. Velkým zápachem (Great Stink) v roce 1858.
Parlament schválil MBW výstavbu důkladného systému kanalizace. Pověření pro řízení této stavby dostal Josef Bazalgete. Nejrozsáhlejší stavební akce 19. století představovala stavbu 2 100 km tunelů a potrubí pod povrchem Londýna, které odváděly splašky a rozváděly pitnou vodu. Po dokončení systému, využívaného do současné doby, bylo zaznamenáno výrazné snížení výskytu cholery a jiných nákaz.
Londýn, jako hlavní město rozsáhlé říše, přitahoval přistěhovalce z kolonií a chudších oblastí Evropy. Během vlády královny Viktorie se v Londýně usídlil velký počet Irů, především po velké neúrodě a hladomoru. V určité době tvořili irští přistěhovalci asi 20 % londýnského obyvatelstva. Londýn byl rovněž domovem početné židovské komunity a skupin přistěhovalců z Číny a jižní Asie.
Roku 1888 bylo ustanoveno nové hrabství – Londýn, spravované institucí London County Council. To byl první volený správní orgán s působností na celém území Londýna. Nahradil předchozí Metropolitan Board of Works, který byl tvořen jmenovanými členy. Toto nové hrabství tehdy zahrnovalo všechna londýnská předměstí, i když další rozvoj Londýna způsobil jeho expanzi mimo původně stanovené hranice.
V 19. století bylo postaveno nebo opraveno mnoho významných staveb, například:
- Trafalgarské náměstí
- Westminsterský palác a Big Ben
- Royal Albert Hall
- Victoria and Albert Museum
- Tower Bridge

## Londýn ve 20. století

### Londýn od roku 1900 do druhé světové války
Londýn byl počátkem století na vrcholu slávy jako hlavní město největšího světového impéria, ale nové století přineslo významné změny. První bombardování Londýna během první světové války způsobilo velké zděšení a způsobilo smrt asi 700 obyvatel.
V období mezi dvěma světovými válkami zaznamenal Londýn růst obydlených oblastí rychlejší než kdykoli předtím. Londýňané hledali venkovský styl života a tak se módním trendem stala nižší hustota obydlení - typické dvojdomky, místo ustupující řadové zástavby. To bylo doprovázeno další výstavbou železniční sítě, včetně nových linek metra, a nově i automobilovou dopravou.
Podobně jako v jiných regionech i v Londýně se během ekonomické krize ve 30. letech 20. století objevovaly problémy s nezaměstnaností . Počet obyvatel dosáhl svého maxima v roce 1939 počtem 8,6 miliónů.
Na počátku 20. století bylo v Londýně pro vytápění používáno především uhlí, které bylo zdrojem obrovského množství dýmu. V kombinaci s klimatickými podmínkami byl kouř zdrojem typického smogu a Londýn se stával charakteristický londýnskou mlhou. Zákon o čistém vzduchu z roku 1956 vydaný na základě zkušeností s obdobím velkého smogu mezi 4. prosincem 1952 a březnem 1953, které způsobilo smrt 12 000 lidí, stanovil vytvoření bezkouřových oblastí, ve kterých bylo povoleno pro topení používat technologie, které nejsou zdrojem dýmu (bylo to ještě v době, kdy většina domácností používala pro topení krby).

### Londýn v době druhé světové války
V době druhé světové války byl Londýn, stejně jako mnohá jiná anglická města, terčem bombardování německým letectvem. Stovky tisíc londýnských dětí bylo, jako preventivní opatření, odstěhováno na venkov, kde bylo ohrožení bombardováním menší. Pro úkryty civilního obyvatelstva před nálety byly používány zastávky metra.
Poškození Londýna bombardováním bylo značné, nejvíce zasaženou částí byla oblast Docklands. Během války bylo zabito asi 35 000 Londýňanů, asi 50 000 bylo vážně zraněno, desítky tisíc budov byly zničeny a stovky tisíc obyvatel Londýna zůstaly bez domova.

### Poválečný Londýn
Bezprostředně po ukončení války se v Londýně, který se teprve zotavoval z válečných škod, na stadiónu ve Wembley konaly Letní olympijské hry 1948.
V poválečném Londýně bylo hlavním problém bydlení, což bylo způsobeno velkým množstvím obytných budov, které byly v době války zničeny. Jako řešení tohoto problému byla vybrána stavba vysokých panelových domů a podpora stěhování do nových čtvrtí budovaných na okraji Londýna. Během 50. a 60. let 20. století se tvář Londýna výstavbou vysokých panelových domů dramaticky změnila.
Začátkem 60. let se s úspěchem britských hudebních skupin jako Beatles nebo Rolling Stones stával Londýn střediskem kultury mládeže označované pojmem Swinging London a Carnaby Street se stala světovým centrem mladé módy. Role Londýna jako zdroje inspirací pro mladou módu v 80. letech během období nové vlny a éry punku. Polovina 90. letech je známá jako doba obnovy vlivu britského popu.
Rozpínání Londýna bylo válkou zpomaleno a těsně po válce byl vytvořen pás zeleně pro podporu lepšího životního prostředí. Původní vymezení hrabství Londýn, které v té době zahrnovalo jen část z nově vzniklých předměstí, spravovaného institucí London County Council bylo zrušeno a byla ustanovena správní oblast Velký Londýn a nový správní úřad – Greater London Council (GLC) spolu s 32 samosprávnými městskými částmi.
V 80. letech byl vlivem politických rozporů mezi GLC, vedeném Kenem Livingstonem, a konzervativní vládou Margaret Tchatcerové v roce 1986 GLC zrušen a jeho pravomoci byly přiděleny správám městských čtvrtí. V roce 2000 byl labouristickou vládou založen správní orgán s vlivem nad celou oblastí Velkého Londýna – Greater London Authority a reprezentující jeden z devíti anglických regionů.
Populace Velkého Londýna v poválečných desetiletích stále klesala z přibližně 8,6 miliónů v roce 1939 k 6,8 miliónů v 80. letech. V 80. letech se tento trend vlivem silného ekonomického růstu postupně zastavoval. London Plan publikovaný starostou Londýna v roce 2004 odhaduje, že počet obyvatel v roce 2016 dosáhne počtu asi 8,1 miliónů a stabilně se bude zvyšovat. To se odráží v trendu stavět vyšší obytné budovy a velké investice do veřejné dopravy.

## Londýn ve 21. století

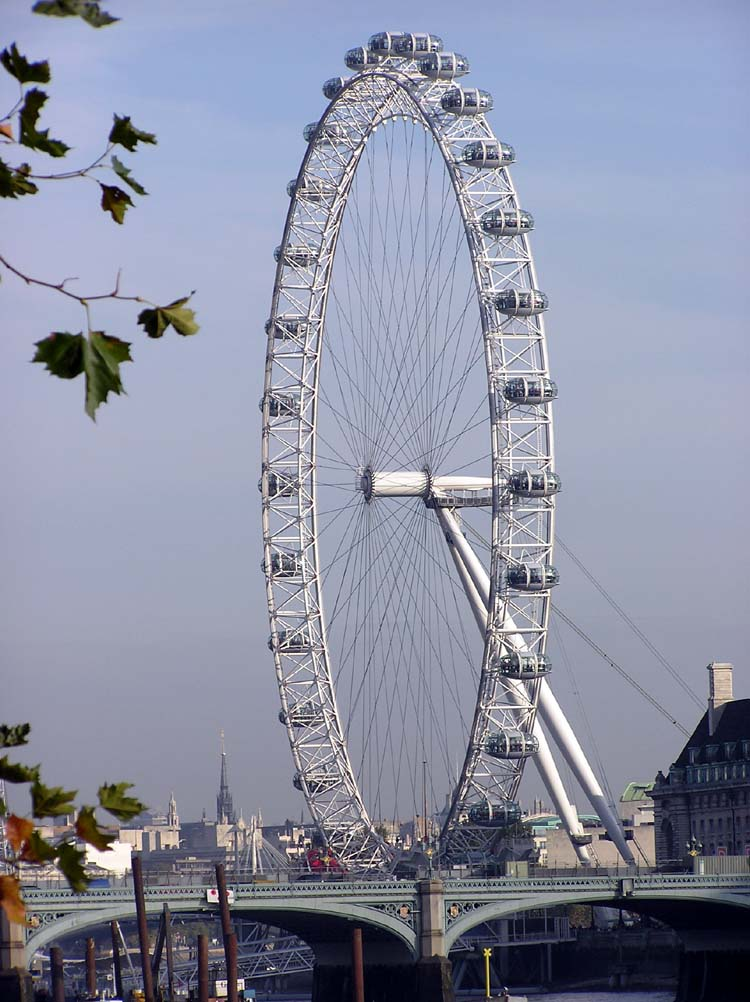
Silueta Londýna 21. století - Londýnské oko.

Na přelomu století, jako připomenutí nového milénia, byl v Greenwichi vybudován Millennium Dome, pro který se v současnosti hledá smysluplné využití. Jedením z daleko úspěšnějších projektů, původně zamýšlený jen jako přechodná stavba, je největší vyhlídkové kolo na světě Millennium Wheel, známější pod jménem Londýnské oko, které navštíví ročně až 4 milióny návštěvníků. Národní loterie k výročí milénia byla zdrojem prostředků pro obnovu existujících atrakcí a z tohoto fondu bylo financováno například zastřešení velké dvorany Britského muzea.
Dne 6. června 2005 byl Londýn vybrán jako místo pořádání Letních olympijských her 2012. Oslavy tohoto vítězství však přerušilo několik teroristických útoků na londýnské metro. V důsledku bombových útoků na metro a autobus zemřelo více než 50 lidí a 700 bylo zraněno.

## Historický vývoj počtu obyvatel
1 – několik zemědělců
50 – 5000 – 10 000
140 – 45 000 – 60 000
300 – 10 000 – 20 000
400 – méně než 5000?
500 – několik set?
700 – několik tisíc v Sasy nově vybudovaném městě Lundenwic
900 – několik tisíc v Sasy obnoveném městě Lundenburgh
1000 – 5000 – 10 000
1100 – 10 000 – 20 000
1300 – 50 000 – 100 000 (podle výzkumu Dereka Keenea)
1350 – 25 000 – 50 000 po Černé smrti
1500 – 50 000 – 100 000
1600 – 100 000 – 200 000
1700 – 550 000 (asi 10 % populace Anglie a Walesu)
1750 – 700 000
1801 – 959 300 (Londýn byl v té době největším městem světa)
1831 – 1 655 000
1851 – 2 363 000
1891 – 5 572 012
1901 – 6 506 954
1911 – 7 160 525
1921 – 7 386 848
1931 – 8 110 480
1939 – 8 615 245 (nejvyšší počet obyvatel v dějinách Londýna)
1951 – 8 196 978
1961 – 7 992 616
1971 – 7 452 520
1981 – 6 805 000
1991 – 6 829 300
2001 – 7 322 400
2003 – 7 387 900
2016 – 8 200 000 (odhad podle materiálu London's Place in the UK Economy Corporation of London září 2002)
První sčítání lidu se konalo v roce 1801, takže údaje před tímto datem jsou odhady, založené na archeologických výzkumech v porovnání se známým počtem obyvatel londýnské City v letech 1600 – 1800. Údaje před rokem 1300 jsou odvozeny z historických záznamů.
Počty do roku 1891 zahrnují oblast Velkého Londýna v rozsahu z roku 2001 (Velký Londýn nebyl vymezen do roku 1965). Čísla do roku 1971 byla rekonstruována statistickým úřadem z dat založených na předchozích sčítáních obyvatelstva tak, aby odpovídaly počtu obyvatel oblasti Velkého Londýna. Data z roku 1981 a předchozí odpovídají průměrům uprostřed roku, aby lépe odpovídala průměrnému stavu.